# Aaaaba
Aaaaba là một chi bọ cánh cứng trong họ Buprestidae. Chi này phân bố ở 3 nơi dọc theo bờ biển phía đông Úc. Chi được miêu tả bởi cả Bellamy năm 2002 và de Laubenfels năm 1936.

## Các loài
Có 2 loài trong chi này:
- Aaaaba nodosus (Deyrolle, 1865) [5][6]
- Aaaaba fossicollis (Kerremans, 1903)[7][8]